# بن حصار (غوهران)
بن حصار (بالفارسية: بن حصار) هي قرية تقع في إيران في قسم غوهران الريفي. يقدر عدد سكانها بـ 0 نسمة بحسب إحصاء 2016.